# Aluflexpack
Aluflexpack ist ein schweizerisch-kroatisches Unternehmen mit Sitz in Reinach in der Schweiz. Es stellt Aluminiumverpackungen her und ist seit Juni 2019 an der Schweizer Börse notiert. Die Aktienmehrheit hält die Industriegruppe Montana Tech Components des österreichischen Unternehmers Michael Tojner.

## Geschichte
Das Unternehmen wurde 1982 in Kroatien unter dem Namen Folijaplast gegründet und war seit 1999 ein Tochterunternehmen der ehemaligen Kärntner Hypo Alpe Adria Bank. Das seinerzeit als verlustträchtig geltende Unternehmen hatte sein Stammwerk im kroatischen Zadar sowie eine zweite Produktionsstätte in Umag. Nach der 2001 erfolgten Umbenennung in Aluflexpack übernahm das Unternehmen weitere Produktionsstätten in den kroatischen Städten Drniš und Omiš.
2008 übernahm ein Konsortium unter der Führung von Aluflexpack das verlustreiche kroatische Aluminiumwerk TLM mit mehr als 1000 Beschäftigten. 2010 erzielte Aluflexpack einen Umsatz von 70 Millionen Euro und beschäftigte knapp 500 Mitarbeiter. Im Jahr 2012 verkaufte die Hypo Bank ihre Tochter Aluflexpack an die Industriegruppe Montana Tech Components von Michael Tojner. Der gleichzeitig geplante Verkauf von TLM scheiterte.
2013 übernahm Aluflexpack die Mehrheit am schweizerischen Unternehmen Process Point Service, einem Hersteller von Tiernahrungsverpackungen. 2015 wurde der französische Hersteller von Pharmaverpackungen Eliopack in Aluflexpack integriert. Seit dem 28. Juni 2019 notiert Aluflexpack an der Schweizer Börse. Mit einem Ausgabepreis von 21 Schweizer Franken pro Aktie hat das Unternehmen 153,3 Millionen Franken (umgerechnet 137,6 Millionen Euro) erzielt. Nach dem Börsengang befanden sich 46,6 Prozent der Aktien im Streubesitz, während 53,4 Prozent im Besitz von Montana Tech Components verblieben.
Im Februar 2024 übernahm Constantia Flexibles 57 % der Anteile des Unternehmens.

## Produkte
Aluflexpack produziert vorwiegend flexible Aluminium-Verpackungen für  Nahrungs- und Genussmittel. Dazu zählen Kaffeekapseln, Verpackungen für Tee, Pharmaerzeugnisse,  Haustierfutter,  Molkereiprodukte und andere Lebensmittel. Industrielle Abnehmer der Verpackungen sind etwa 600 Lebensmittel- und  Pharmakonzerne wie Nestlé, Bayer AG und Novartis. Das Sortiment gliedert sich in die Produktgruppen Behälter,  Filme und  Folien, lackierte Folien,  Platinen, Pouches und bedrucktes Aluminium.

## Unternehmen

### Standorte
Neben dem Verwaltungssitz in schweizerischen Reinach betreibt Aluflexpack sieben Produktionsstätten (sortiert nach dem Datum ihrer Integration in die Unternehmensgruppe):
- Aluflexpack Zadar (Kroatien) seit 1982
- Aluflexpack Umag (Kroatien) seit 1991
- Aluflexpack Drniš (Kroatien) seit 2003
- Omial Omiš (Kroatien) seit 2004
- Process Point Service Einsiedeln (Schweiz) seit 2013
- Eliopack La Ferté-Bernard (Frankreich) seit 2015
- Arimpeks Gebze Istanbul (Türkei) seit 2018

Hinzu kommen zwei Logistikzentren in Posen und Tychy (Polen). Insgesamt verfügt das Unternehmen über elf Standorte in Europa.

### Geschäftszahlen
Die Aluflexpack-Gruppe ist laut eigener Aussage der drittgrößte Aluminium-Verpackungskonzern in Europa. Das Unternehmen beschäftigt an allen Standorten zusammengerechnet 1150 Mitarbeiter (Stand Juni 2019). Der Umsatz belief sich 2018 auf 184,3 Millionen Euro. Mit dem Erlös aus dem Börsengang sollen Verbindlichkeiten getilgt, Firmenkäufe ermöglicht und Produktionskapazitäten ausgebaut werden. Umsatzstärkste Zielmärkte von Aluflexpack sind Frankreich, Deutschland, Schweiz, Italien und Kroatien.